# Stachelige Pantherspinne
Die Stachelige Pantherspinne (Alopecosa aculeata), auch als Dunkelbraune Tarantel, Boreomontane Scheintarantel oder Spießfleck-Scheintarantel bezeichnet, ist eine Webspinne aus der Familie der Wolfspinnen (Lycosidae). Die weit verbreitete Art ist in Deutschland vielerorts gefährdet.

## Merkmale

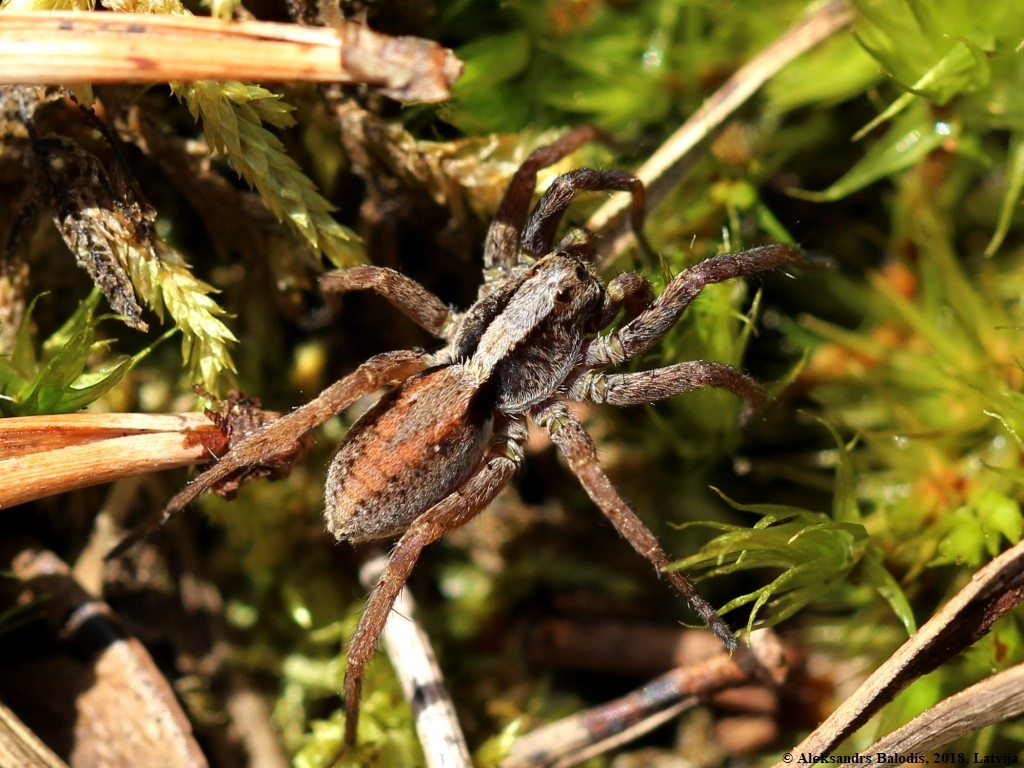
Männchen

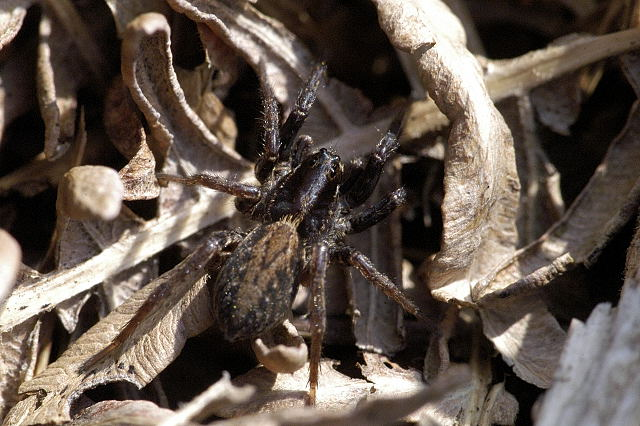
Die zur Artengruppe zählende Dunkle Pantherspinne (A. pulverulenta) mit ähnlichen Zeichnungselementen.

Weibchen der Stacheligen Pantherspinne erreichen eine Körperlänge von acht bis elf, Männchen eine von sieben bis neun Millimetern. Die Färbung variiert je nach Geschlecht, doch ist das Prosoma bei beiden Geschlechtern rötlich und das Sternum braun gefärbt. Letzteres ist selten mit einem helleren Mittelteil versehen.
Das Weibchen besitzt einen schwarzbraunen Carapax. In seinem Zentrum befinden sich ein horizontal verlaufender und rotgelber Medianstreifen und an seinen Flanken jeweils zwei weitere schmalere Streifen in der gleichen Farbgebung. Beine und Pedipalpen des weiblichen Tieres sind orange-braun gefärbt. Die Spermathek ist bei der Stacheligen Pantherspinne vorstehend geformt und verfügt über eine parallele Umrandung am Mittelteil.
Das Männchen verfügt über einen schwarzbraunen Carapax, versehen mit einem weißen Medialstreifen und zwei weiteren weißen Streifen an den Flanken. Seine Beine sind braun, wobei Metatarsen und Tarsen heller erscheinen. Die beiden vorderen Beinpaare sind generell dunkler als die beiden hinteren. Die Pedipalpen mitsamt Bulbi sind  schwarzbraun.
Wie bei den anderen Arten der Scheintaranteln (Alopecosa) trägt auch die Stachelige Pantherspinne auf ihrem beim Weibchen rotbraun und beim Männchen dunkelbraun gefärbten Opisthosoma eine für die Gattung typische Zeichnung in Form eines Herzmals, das bei der Dunkelbraunen Tarantel ebenfalls je nach Geschlecht unterschiedlich ausgeprägt ist. Beim Weibchen, das zusätzlich auf dem Opisthosoma noch über zwei Reihen weißer Punkte verfügt, ist das Herzmal gelegentlich mit weißen Winkelflecken versehen. Beim Männchen ist das Herzmal inmitten eines hellbraunen und auf dem Opisthosoma horizontal verlaufenden Längsbandes integriert. Zusätzlich befinden sich auf den Seiten des Opisthosomas beim männlichen Tier zwei weitere und schmalere hellbraune Bänder.

### Ähnliche Arten

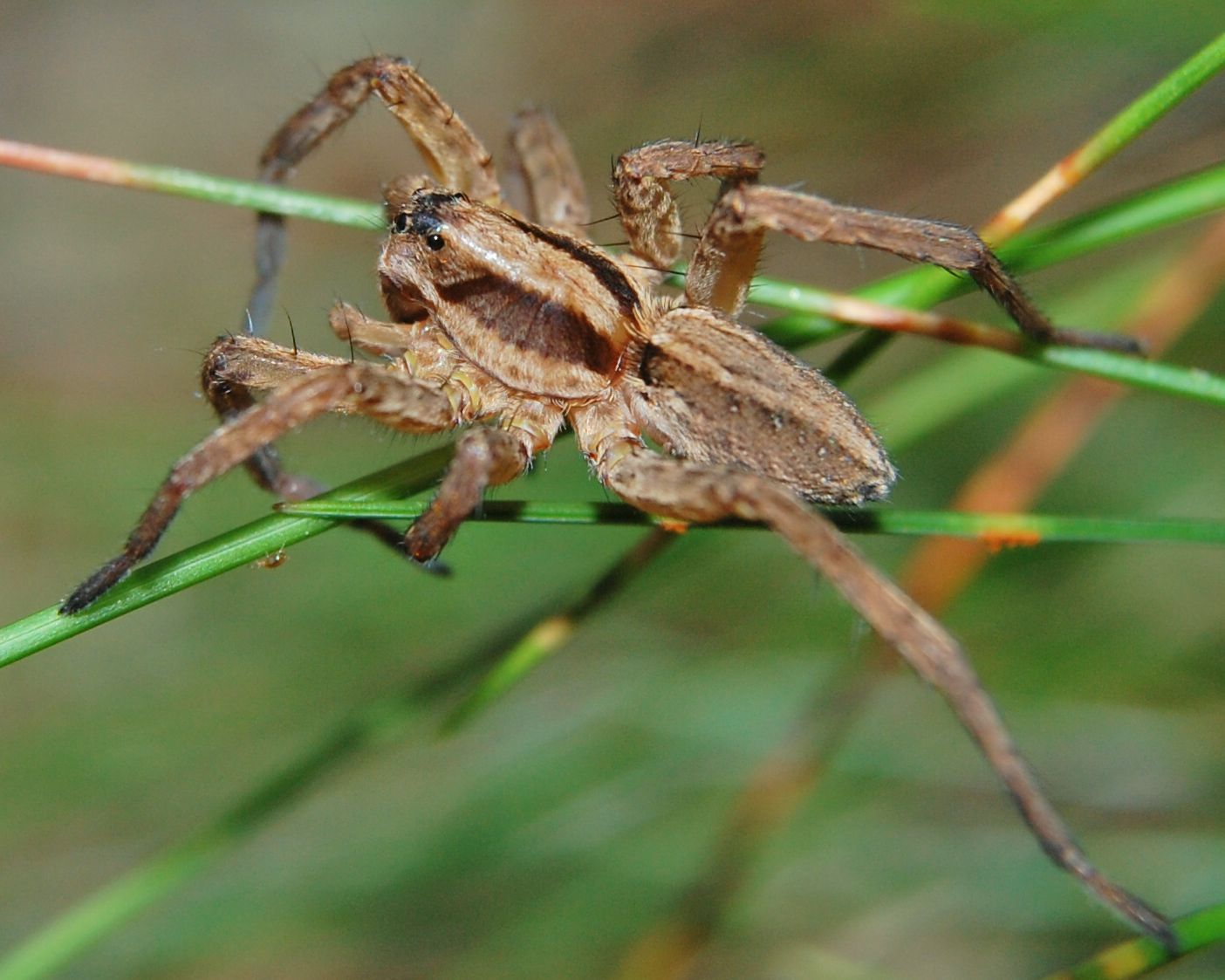
Die ebenfalls zur gleichen Gattung zählende Balken-Tarantel (A. trabalis) ist eine weitere der Stacheligen Pantherspinne ähnliche Art.

Zusammen mit der Dickfußpantherspinne (Alopecosa cuneata), der Dunklen Pantherspinne (Alopecosa pulverulenta) und der Mittelgebirgs-Scheintarantel (Alopecosa taeniata) bildet die Stachelige Pantherspinne (Alopecosa aculeata) eine Artengruppe.
Neben dieser Artengruppe gibt es noch weitere der Stacheligen Pantherspinne ähnliche Vertreter innerhalb der Gattung der Scheintaranteln, ein Beispiel wäre die Balken-Tarantel (A. trabalis).

## Vorkommen
Das große Verbreitungsgebiet der Stacheligen Pantherspinne umfasst Nordamerika, Europa, die Türkei, Kaukasien, Russland (bis in den fernöstlichen Teil), den Iran, Zentralasien, China und Japan. Als feuchtliebende Art bewohnt sie besonders Moos-, Holz- und Streuschichten in feuchten und sonnigen Wäldern. In gebirgigen Regionen reicht ihr Vorkommen bis zur Waldgrenze.

### Bedrohung und Schutz
Je nach Gebietslage kann die Stachelige Pantherspinne häufig angetroffen werden. Der weltweite Bestand wird von der IUCN nicht gewertet. In Deutschland, wo die Art vorwiegend im Süden und im Osten nachgewiesen ist, und ihr Bestand leicht zurückgeht, ist die Stachelige Pantherspinne selten und in der Roten Liste gefährdeter Tiere, Pflanzen und Pilze Deutschlands in der Kategorie 3 („gefährdet“) aufgelistet.

## Lebensweise

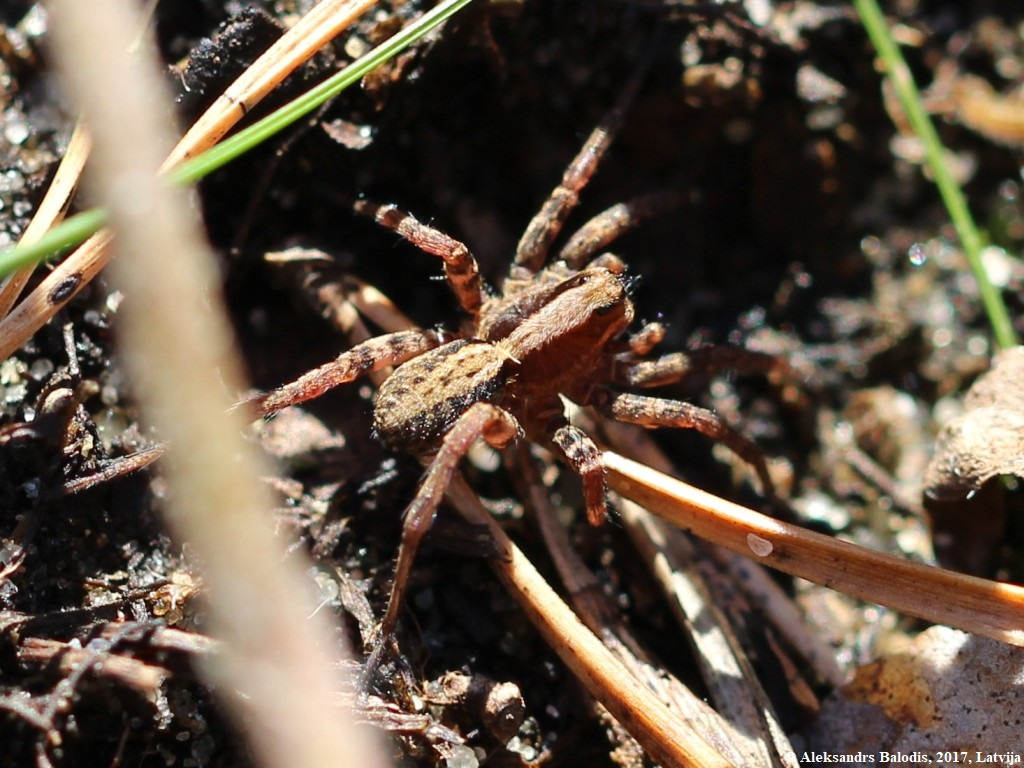
Freilaufendes Männchen

Wie die anderen Arten der Gattung gräbt auch die Stachelige Pantherspinne eine Erdröhre als Rückzugsort. Diese wird bei dieser Art besonders unter Laub oder anderen Vegetationselementen angelegt. Die Jagdmethode der Stacheligen Pantherspinne gleicht der vieler anderer Wolfspinnen. Sie wartet als Lauerjäger oder geht aktiv auf die Jagd und verwendet somit kein Fangnetz.

### Fortpflanzung
Das Balz- und Fortpflanzungsverhalten der Stacheligen Pantherspinne gleicht ebenfalls denen anderer Arten der Gattung. Auch hier bewacht das Weibchen seinen Eikokon in seiner Wohnröhre und trägt die Jungspinnen auf seinem Opisthosoma einige Zeit mit sich herum, ehe diese selbstständig werden. Die Phänologie der Stacheligen Pantherspinne umfasst das ganze Jahr, dennoch sind Weibchen bevorzugt ab April bis November und Männchen ab April bis in den Spätsommer zu finden.

## Systematik
Erstbeschreiber Carl Alexander Clerck nannte die Stachelige Pantherspinne 1757 Araneus aculeatus. Der Gattung Araneus wurden damals alle Spinnen zugerechnet. Schließlich folgten mehrere Umbenennungen und -stellungen in verschiedene Gattungen. Die noch heute gültige Bezeichnung Alopecosa aculeata wurde 1955 erstmals von Carl Friedrich Roewer vergeben und wird seitdem durchgehend genutzt.

## Galerie

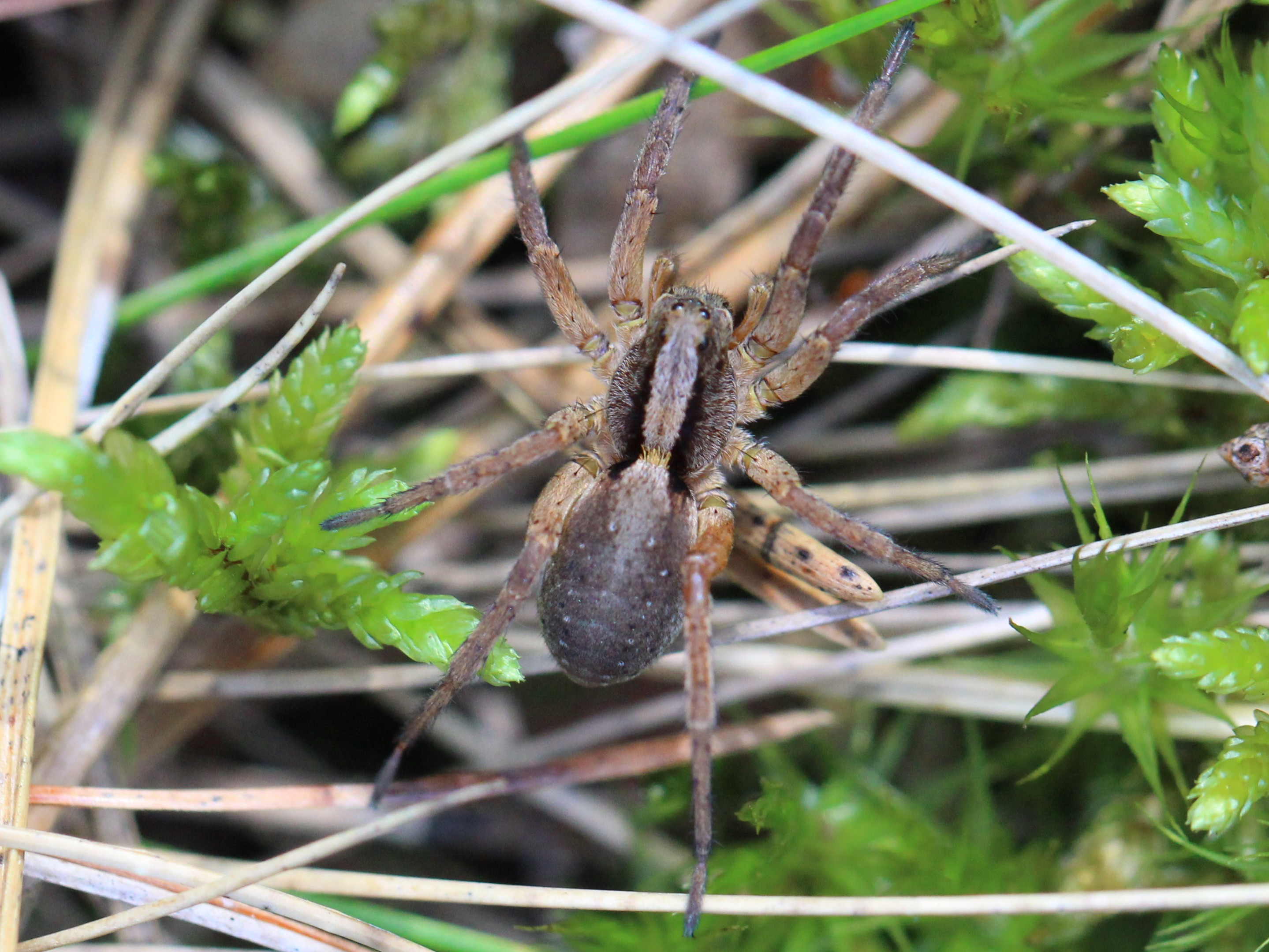
Draufsicht eines Weibchens
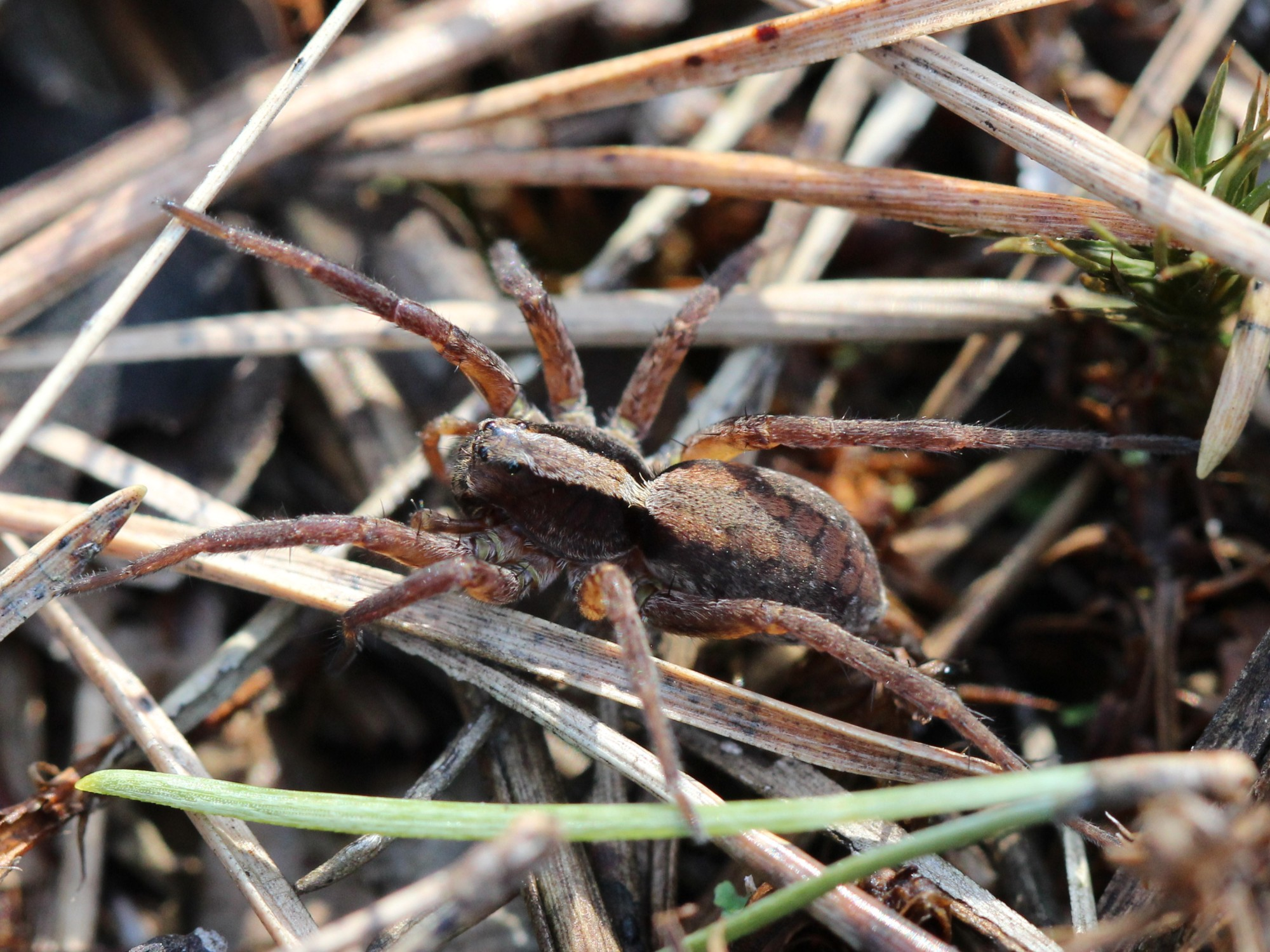
Lateralsicht eines Weibchens
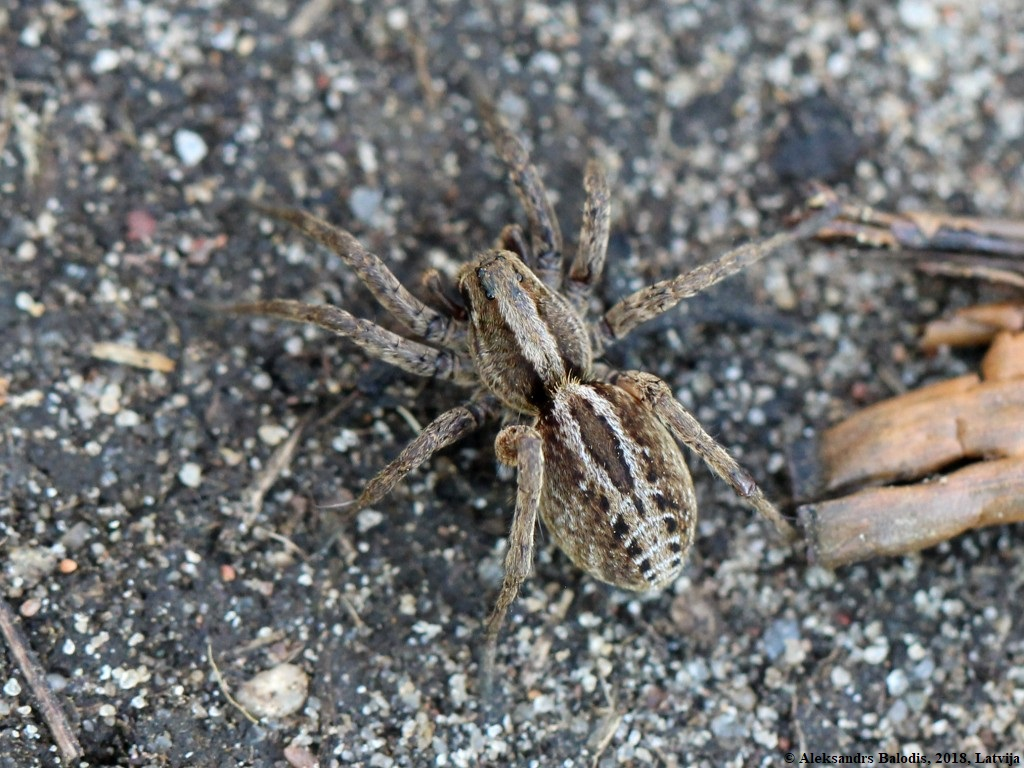
Rückansicht eines Weibchens
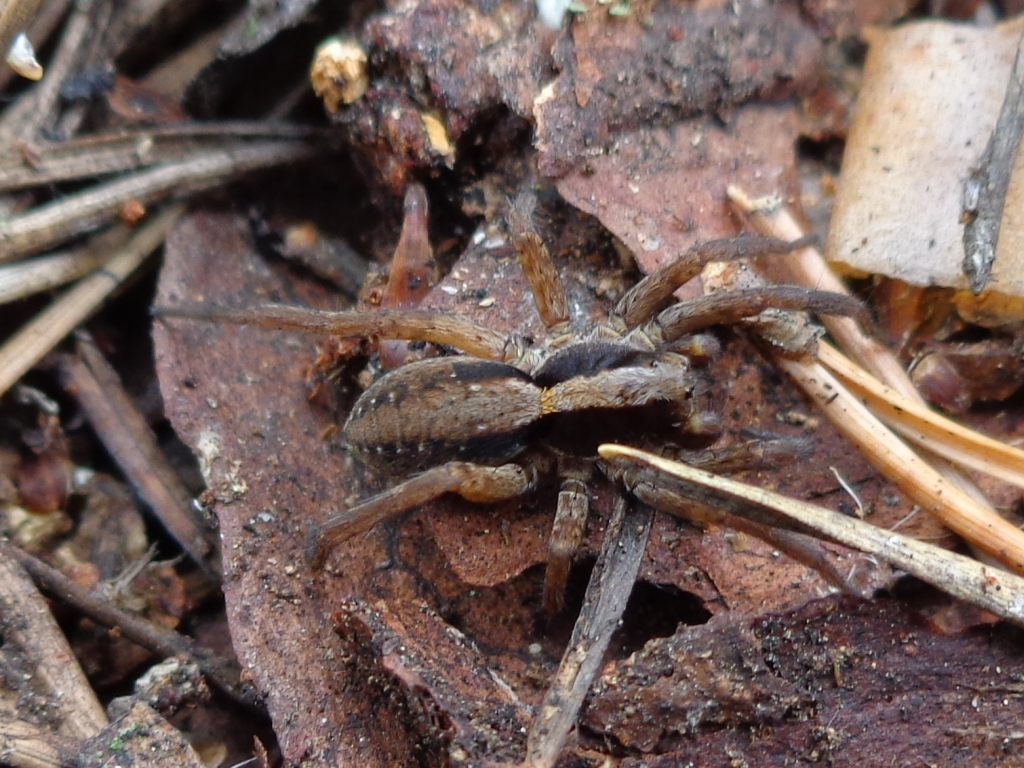
Draufsicht eines Männchens